# エルサリート (コントラコスタ郡)
エルサリート（El Cerrito）は、アメリカ合衆国カリフォルニア州のコントラコスタ郡にある都市。人口は2万5962人（2020年）。サンフランシスコ・ベイエリアに位置している。

## 地理
サンフランシスコやオークランドの通勤圏内にある。隣はリッチモンドである。